# Leon Ong Chua
Leon Ong Chua ( /ˈtʃwɑː/; en chino, 蔡少棠; pinyin, Cài Shǎotáng; Wade-Giles, Ts'ai Shao-t'ang; pe̍h-ōe-jī, Chhòa Siáu-tông, Filipinas, 28 de junio de 1936) es un ingeniero eléctrico y científico informático estadounidense. Es profesor del departamento de ingeniería eléctrica y ciencias de la computación de la Universidad de California en Berkeley, a la que se unió en 1971. Ha contribuido a la teoría del circuito no lineal y a la teoría la red neuronal celular.
Él es el inventor y homónimo del circuito de Chua uno de los primeros y más conocidos circuitos para exhibir un comportamiento caótico, y fue el primero en concebir las teorías detrás, y postular la existencia del memristor. Treinta y siete años después de que predijera su existencia, un equipo dirigido por R. Stanley Williams en Hewlett Packard creó un memristor de estado sólido en funcionamiento.
Junto a Tamas Roska, Chua también presentó el primer procesador de red neuronal celular celular analógica programable algorítmicamente (CNN) del mundo.

## Primeros años y educación
Inmigrantes de primera generación, Chua y su hermana gemela crecieron como miembros de la minoría étnica hokkien china en Filipinas bajo el reinado del Imperio de Japón durante la Segunda Guerra Mundial. De ascendencia hoklo, sus padres emigraron de Jinjiang, provincia de Fujian meridional. En 1959 obtuvo su título de BSEE del Instituto de Tecnología Mapúa en Manila, Filipinas. Enseñó brevemente en Mapúa durante un año, antes de emigrar a los Estados Unidos con una beca al Instituto de Tecnología de Massachusetts, donde obtuvo un título de MSEE en 1961. Luego obtuvo un doctorado de la Universidad de Illinois, en 1964. Su tesis de doctorado se tituló Análisis no lineal de la red: el enfoque paramétrico. A lo largo de los años siguientes, ha recibido ocho doctorados honoríficos.
Chua tiene cuatro hijas; la mayor, Amy Chua (profesora de Derecho en la Universidad de Yale), Michelle, Katrin (profesora de Medicina en la Universidad de Stanford) y Cynthia (Cindy, medallista de Olimpiadas Especiales de Oro). Además de sus cuatro hijas, Chua tiene siete nietos.

## Carrera
Chua fue miembro de la facultad de la Universidad de Purdue entre 1964 y 1970 antes de ingresar a Berkeley en 1971. Sus intereses actuales de investigación incluyen redes neuronales celulares, redes no lineales, circuitos y sistemas no lineales, dinámica no lineal, teoría de bifurcación y teoría del caos. Fue editor de la Revista Internacional de Bifurcación y Caos hasta 2009, y ahora es editor honorario.

## Premios y honores
- Miembro de la Academia de Europa,
- Doctor Honoris Causa de la École Polytechnique Fédérale de Lausanne, Suiza (1983)[13]
- Doctorado honorario de la Universidad de Tokushima, Japón (1984)
- Doctorado honorario de la Technische Universität Dresden, Alemania (1992)
- Doctor Honoris Causa de la Universidad Técnica de Budapest, Hungría (1994)
- Doctor Honoris Causa de la Universidad de Santiago de Compostela (1995)
- Doctor Honoris Causa de la Universidad de Goethe, Frankfurt, Alemania (1996)
- Doctor Honoris Causa de la Universidad Técnica Gheorghe Asachi de Iaşi, Rumania (1997)
- Doctor Honoris Causa de la Universidad de Catania, Italia (2000)
- Doctor Honoris Causa de la AGH University of Science and Technology, Polonia (2003)
- Doctor Honoris Causa de la Universidad de Le Havre, Francia (2009)
- Doctor Honoris Causa de la KU Leuven, Bélgica (2013)
- Doctor en Ciencia Honoris Causa por la Universidad Politécnica de Hong Kong, Hong Kong (2014)
- Doctor Honoris Causa de la Universidad Politécnica de Turín, Italia (2015)[14]
- Premio IEEE Browder J. Thompson Memorial (1967)[15]
- Premio IEEE Guillemin-Cauer (1972, 1985, 1989)[16]
- IEEE W.R.G. Premio de papel Baker (1973), por el artículo "Memristor: El elemento de circuito perdido" en IEEE TRANSACTIONS on Circuit Theory, septiembre 1971[17]
- IEEE Neural Networks Pioneer Award (2000)[18]
- Premio IEEE Gustav Robert Kirchhoff (2005), Por contribuciones seminales a la fundación de la teoría de circuitos no lineales, y por inventar el circuito y las redes celulares de Chua, cada uno de ellos desove una nueva área de investigación.[19]
- Premio M. E. Van Valkenburg (1995 y 1998)
- Premio Vitold Belevitch de la Sociedad de Circuitos y Sistemas IEEE (2007), Por contribuciones seminales a la teoría de circuitos no lineales, la primera implementación física matemáticamente comprobada del Caos (circuito Chua), el principio de actividad local como la raíz de la complejidad, el principio de red celular neural/no lineal y la teoría básica, y la teoría cualitativa de la complejidad en los autómatas celulares 1D.[20]
- 2010 Beca Guggenheim